# Eupelmus lavoirsieri
Eupelmus lavoirsieri är en stekelart som beskrevs av Girault 1915. Eupelmus lavoirsieri ingår i släktet Eupelmus och familjen hoppglanssteklar. Inga underarter finns listade i Catalogue of Life.